# Culte de la Raó i de l'Ésser suprem

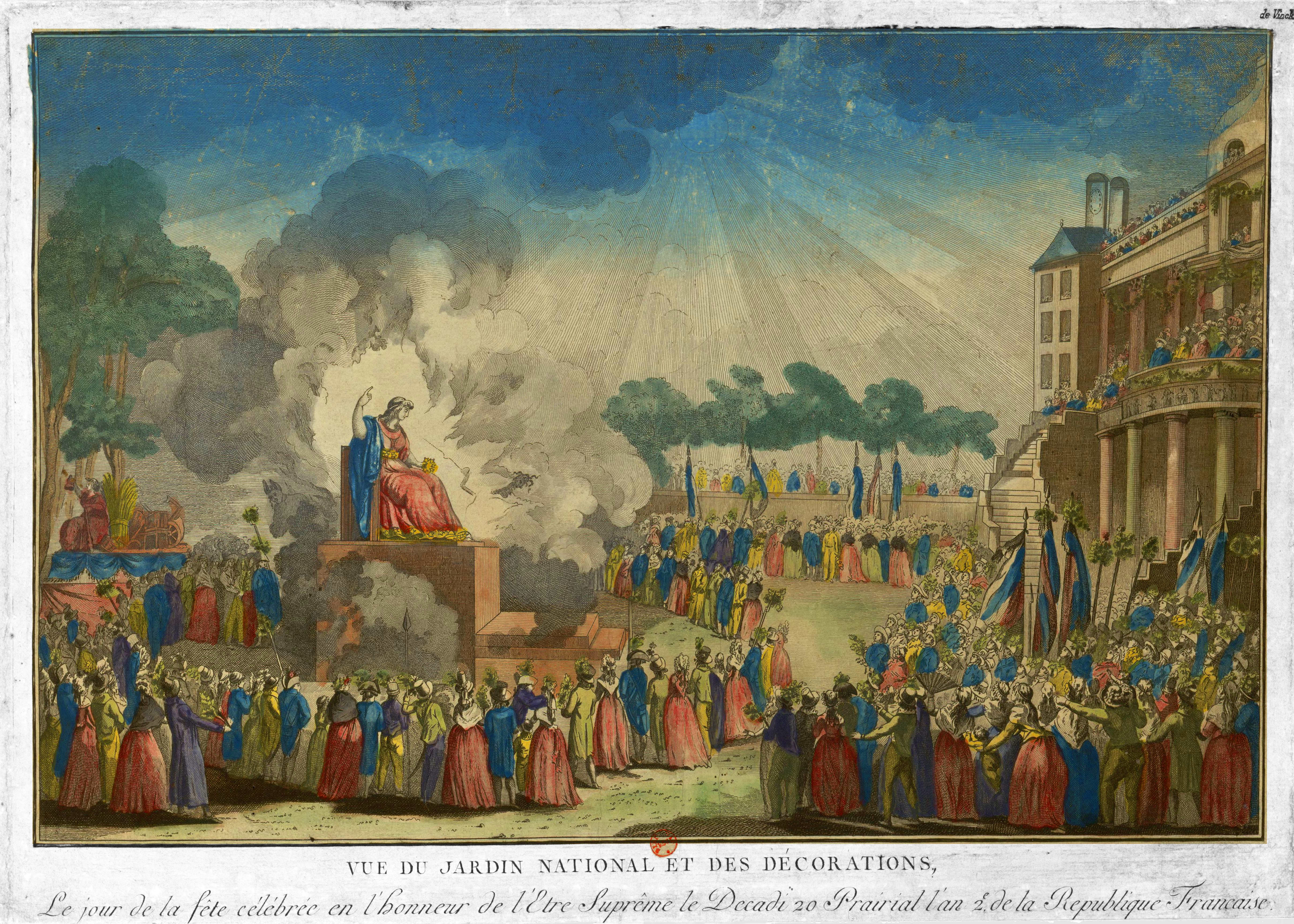
Festa de l'Ésser Suprem, 1794. Museu Carnavalet, París

El culte de la raó, el culte de l'ésser suprem, o el teofilantropisme són, a França, un conjunt d'esdeveniments i festes cíviques i religioses que van tindre lloc de finals del 1792 al 1794 (sobretot els anys II i III de la revolució), sovint a instàncies de personalitats anticatòliques.

## Context
Aquests "cultes" s'han propagat en el clima d'inseguretat que era el de l'amenaça d'agressió exterior, en particular el de la invasió per les tropes prussianes. El manifest de Brunswick del 25 de juliol de 1792 utilitzava, en efecte, termes maldestres.
Aquests "cultes" van ser elements de la descristianització que va acompanyar la Revolució francesa. Trobaven la seva justificació en una certa forma de resistència cívica, la recerca de la defensa de les experiències de la Revolució francesa, sobretot la llibertat. Aquests "cultes" van conèixer la plenitud durant el Terror, amb el "culte" de l'ésser suprem.

## Orígens filosòfics
Filosòficament, aquests cultes a la raó i a l'ésser suprem procedeixen del sincretisme de les Llums, del deisme de Voltaire, i sobretot de les idees de Rousseau, en el qual s'inspirava Robespierre.
Aquests cultes es definien com una expressió dels ideals de les Llums: llibertat (d'expressió, de pensament, etc.), igualtat. Una nova declaració dels drets de l'ésser humà i del ciutadà va ser establerta el 1793, respecte a la del 1789; els llocs de culte van ser tancats a partir del maig del 1793.
Políticament, es poden comparar aquests cultes a un jacobinisme radical, sobretot en el cas del culte de l'ésser suprem.

## Culte a la raó
Després de les massacres de setembre (2 setembre de 1792), diverses esglésies van ser transformades en temples de la raó, sobretot l'església Saint-Paul Saint-Louis a Le Marais. El "culte" es va manifestar el 1793 i 1794 (any II i III) per seguicis carnavalescos, despullaments d'esglésies, cerimònies iconoclastes, cerimònies als màrtirs, etc. El culte a la raó es va començar a desenvolupar a les províncies, particularment a Lió i al Centre - Vall del Loira, on era organitzat per representants en missió sovint parents de l'hebertisme. El moviment es va radicalitzar en arribar a París amb la festa de la Llibertat a la catedral Notre-Dame, el 10 de novembre de 1793, organitzada per Pierre-Gaspard Chaumette. El "culte" era celebrat per una bellesa anomenada dea de la Raó. Joseph Fouché (a Nièvre i a la costa d'Or) i Pierre-Gaspard Chaumette (a París) van ser entre els instigadors d'aquests esdeveniments amb els hebertistes. Les esglésies van ser tancades el 24 de novembre de 1793, i el culte catòlic va ser prohibit. Les regions més afectades van ser Borgonya i els departaments de l'actual regió Centre - Vall del Loira, la conca parisenca, la regió lionesa, el nord, i el nord del Llenguadoc. L'est, el gran-oest, Aquitània (excepte Olt i Garona) van restar-ne al marge.

## Culte de l'ésser suprem

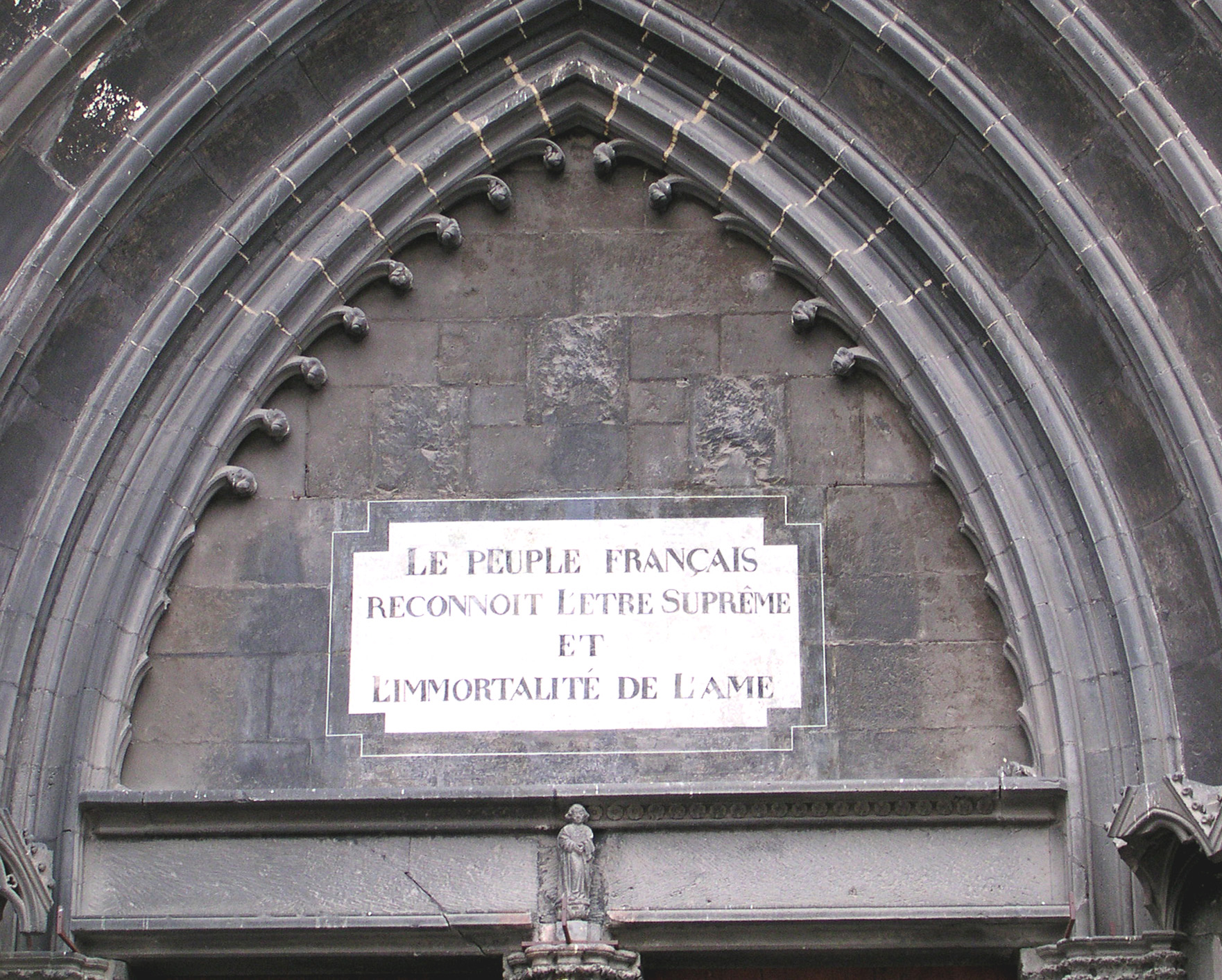
Catedral de Notre-Dame-de-l'Assomption de Clarmont d'Alvèrnia: «El poble francès reconeix l'ésser suprem»

Un decret del 18 de Floreal any II (7 de maig de 1794), adoptat per la Convenció sobre un informe de Robespierre (Comitè de Salvació Pública) instituïa un calendari de festes republicanes marcant els valors a què apel·lava la república i substituint-se les festes catòliques. A més a més, establia el culte a l'ésser suprem, que es juxtaposava al culte a la raó.
Robespierre, deista, havia atacat vivament les tendències atees i la política de descristianització dels ultrarevolucionaris (hebertistes), que havien instituït el culte a la raó a finals de 1793.
Els va oposar una religió natural -reconeixement de l'existència de l'ésser suprem i de la immortalitat de l'ànima- i un culte racional (institució de les festes consagrades a les virtuts cíviques) del qual n'era l'objectiu, segons ell, "desenvolupar el civisme i la moral republicana".
El culte de l'ésser suprem era un culte deista, influït pel pensament dels filòsofs del segle de les Llums, i consistia en una "religió" que no interaccionava amb el món i no intervenia en el destí dels humans.
El "culte" de l'ésser suprem es traduïa en un seguit de festes cíviques, destinades a reunir de manera periòdica els ciutadans i a «refundar» la ciutat al voltant de la idea divina, però sobretot a promocionar valors principalment socials i abstractes com l'amistat, la fraternitat, el gènere humà, la infantesa, la joventut o la felicitat.

## La festa de l'ésser suprem
La festa de l'ésser Suprem, celebrada el 20 de pradal de l'any II (8 de juny de 1794), és, per algunes hores, la manifestació d'aquesta unanimitat mística, moral i cívica que Maximilien de Robespierre considera per al futur com a condició de la pau i de la felicitat. La festa de l'ésser suprem va conèixer un gran èxit a França i va ser aquella de la qual s'han conservat rastres visibles més temps. Les regions més afectades han estat la conca parisenca, Normandia, el nord, la regió lionesa, el Llenguadoc i Provença, Aquitània i Borgonya. Les regions no afectades van ser l'Alt Rin, i l'oest en certa manera. Les festes cíviques han continuat concentrades a la conca parisenca, a Normandia i a la regió lionesa.

### Desenvolupament de la festa
Aquell dia, de les Teuleries al Camp de Mart, l'himne de l'ésser suprem escrit pel poeta revolucionari Théodore Desorgues és cantat per la multitud sobre una música de Gossec. Robespierre precedeix els diputats de la Convenció de la qual és el president. Avança sol, i per a l'ocasió du un vestit blau cel i un xal amb els colors de la bandera francesa. Té un ram de flors i d'espigues a la mà. La multitud és autoritzada per Jacques-Louis David. Davant l'estàtua de la Saviesa, Robespierre cala foc als maniquins que simbolitzen l'ateisme, l'ambició, l'egoisme i la falsa simplicitat.
En el seguici dels diputats de la Convenció, durant la cerimònia, uns se'n burlen, es xerra, algun es nega a caminar al pas. Malgrat la impressió profunda produïda per aquesta festa, el culte de l'ésser suprem va estar lluny de crear la unitat moral entre els revolucionaris i havia de suscitar, fins i tot, poc després de la seva instauració, una crisi política al si del govern revolucionari.

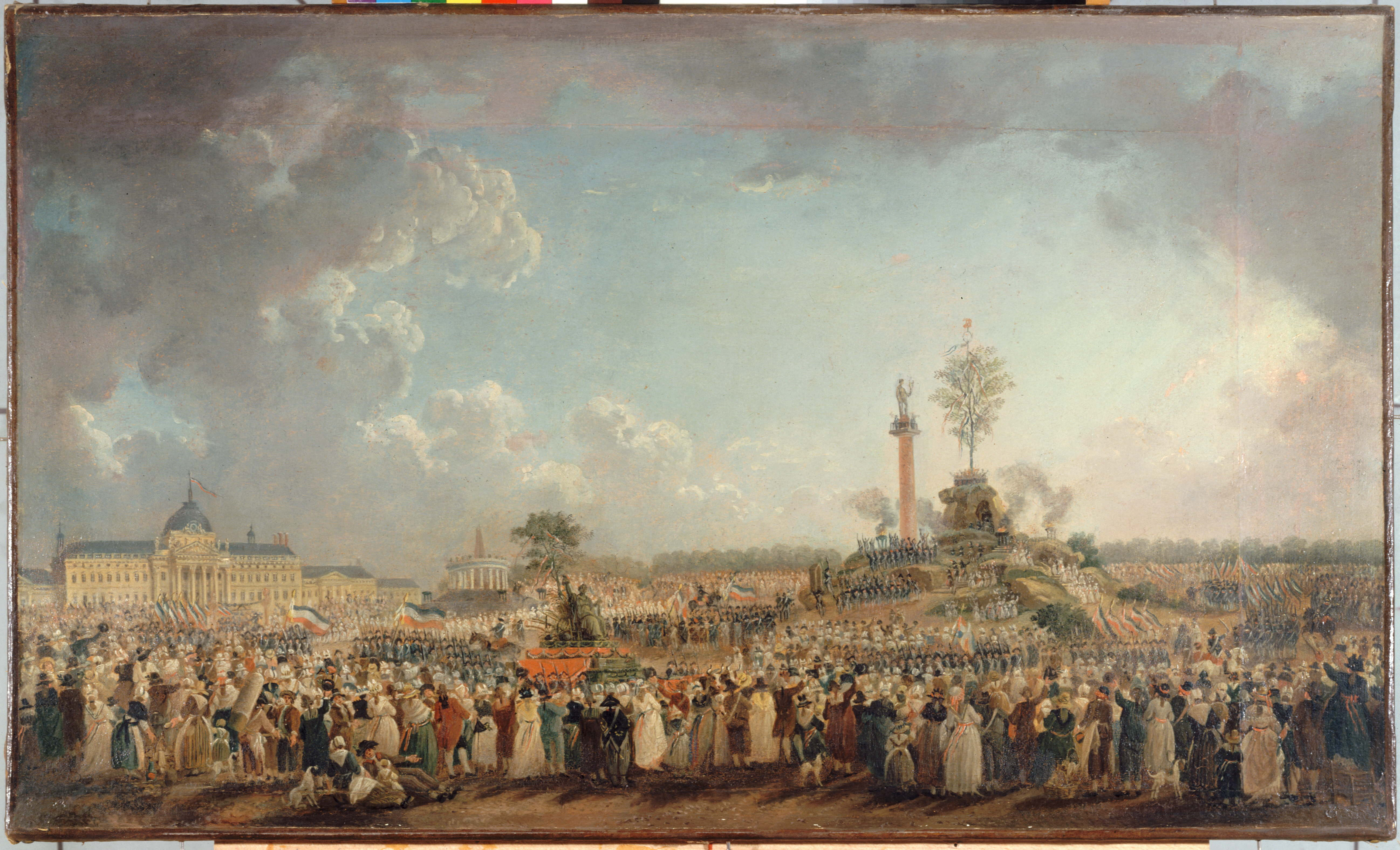
Festa de l'ésser suprem vista des del camp de Mart

## Posteritat
Segons Raquel Capurro, el "culte" al gran ésser desenvolupat per Auguste Comte i la seva religió de la humanitat, que va desplegar en la fase anomenada religiosa del positivisme és un heretatge del culte a la raó i del culte de l'ésser suprem.